# صيد

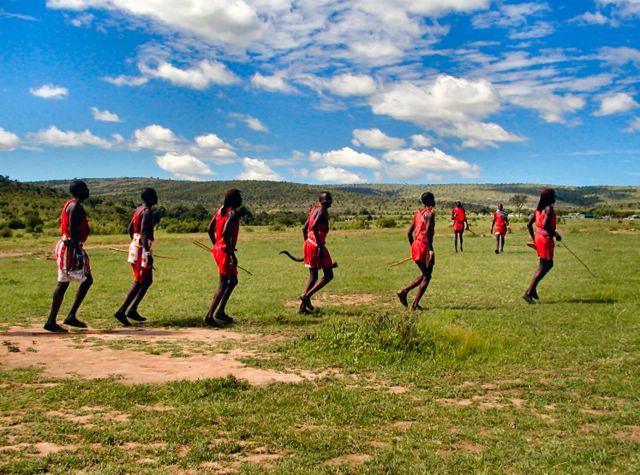
صيادون في كينيا - قررت كينيا عام 1977 حظر جميع أنشطة الصيد من أجل السياحة

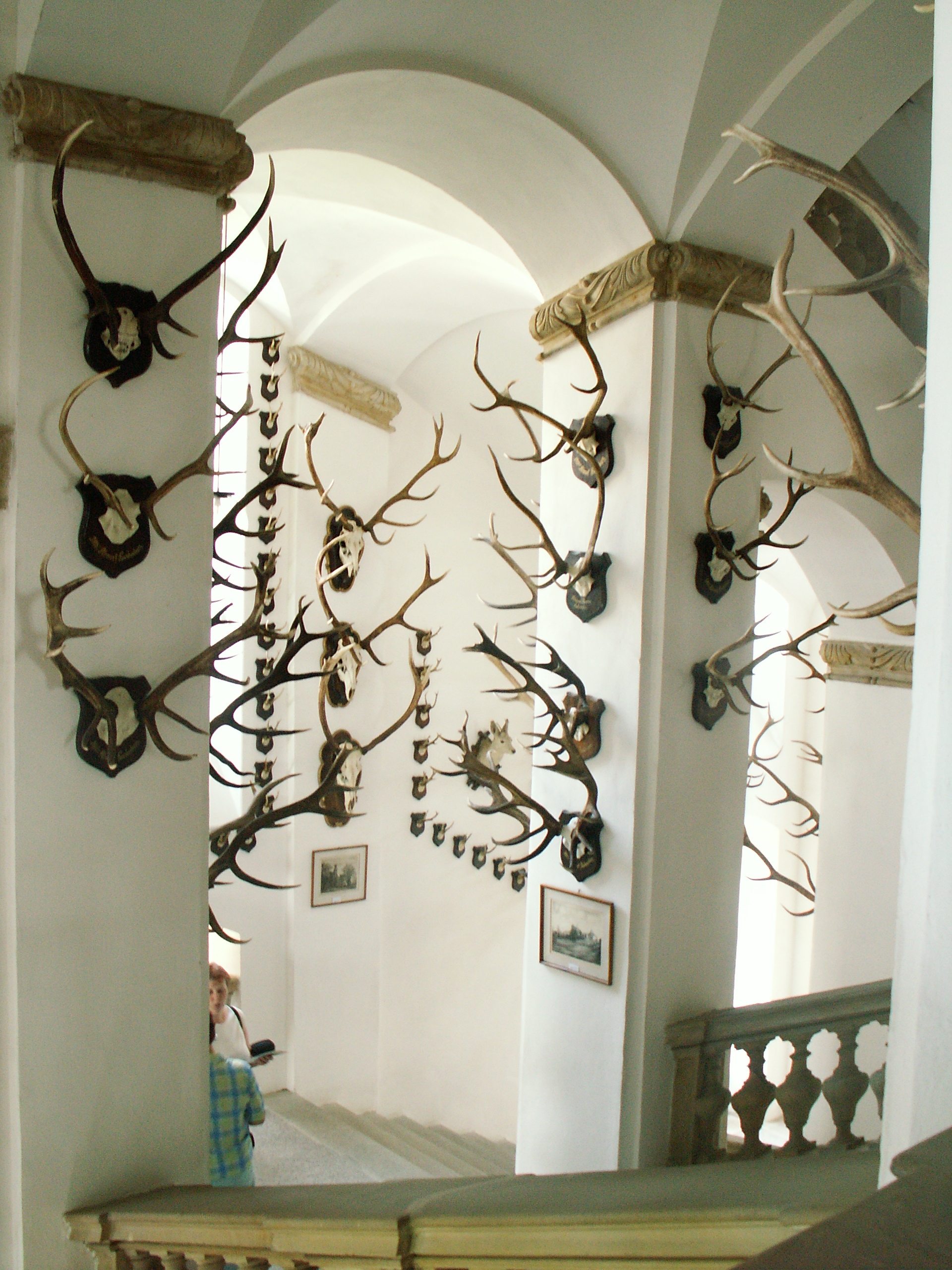
غرفة الصيد في أحد قصور جمهورية التشيك

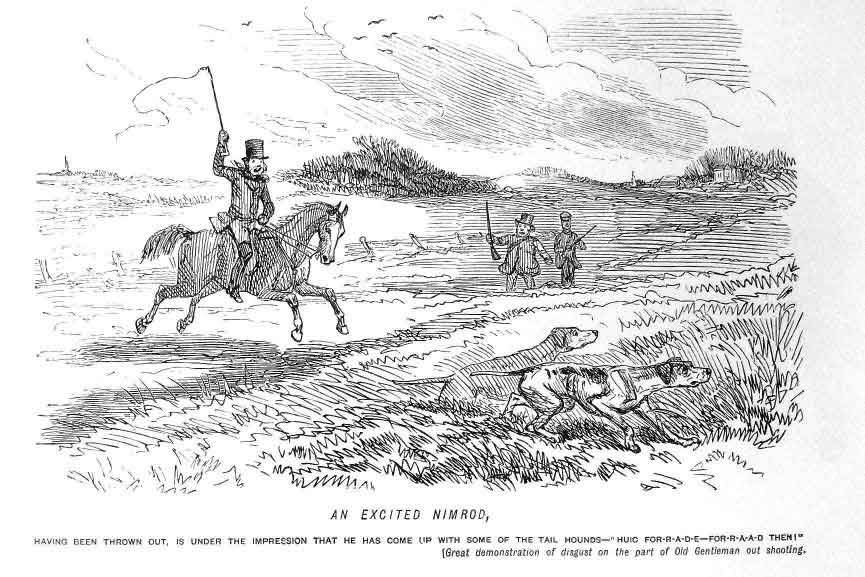
غرفة الصيد في إنجلترا عام 1850

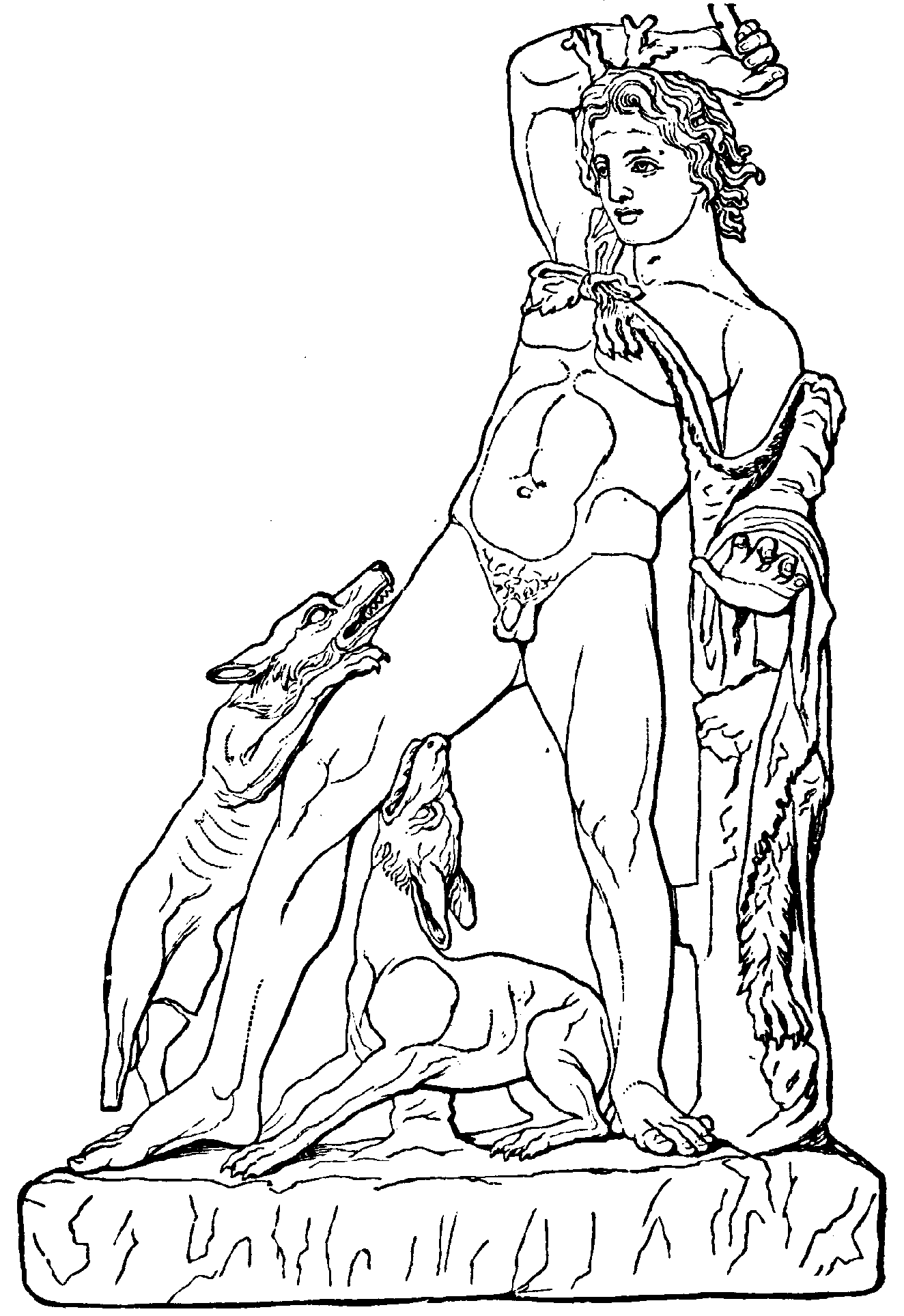
أسطورة اغريقية تبين أكتيون الذي التهمته كلابه

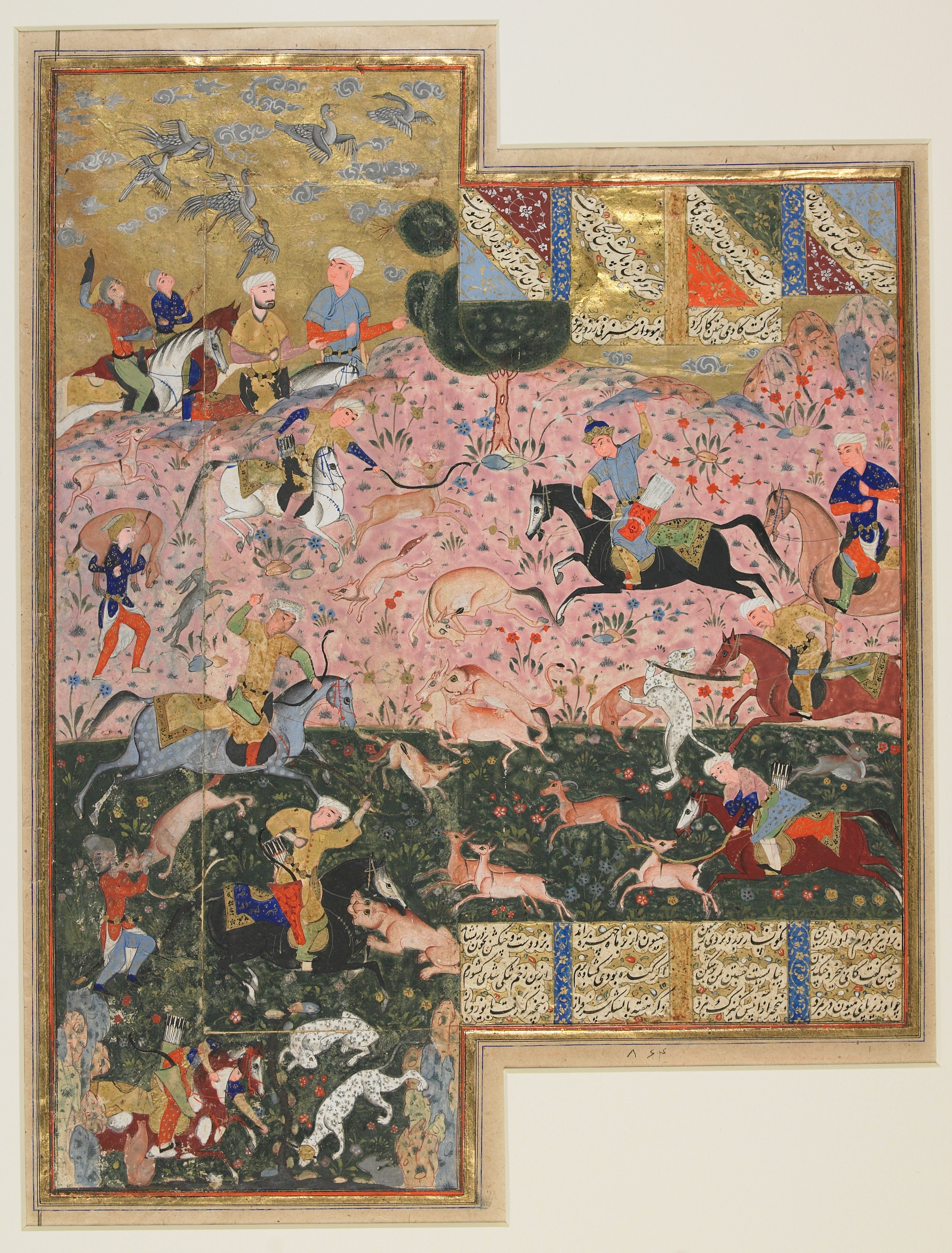
منمنمة تمثل الملك الساساني بهرام غور وهو يصطاد

الصيد هو اقتناص الحيوانات والأسماك والطيور، والصيد هو أحد أقدم الأنشطة الأنسانية للاقتيات بعد مرحلة الجمع والالتقاط، أي جمع الفواكه والثمار وما إلى ذلك ما تجود به الطبيعة، فبعد أن استطاع صناعة الآلات اللازمة للصيد، بدأ في صيد الحيوانات ليقتات، وربما بدأ الإنسان البدائي الصيد بعد مراقبته للحيوانات التي تقتل لتقتات. تستخدم طرقًا عدة للصيد مثل استخدام الصُّقور وكلاب الصّيد، أو أسلحة الصّيد، أو نصب الأفخاخ، وغيرها من الطُّرق.
ارتبط الصيد بترحال البشر، أما بعد مرحلة الاستقرار واكتشاف الزراعة والرعي والأنشطة المرتبطة بالاستقرار والعمران، أصبح الصيد يمارس لإبعاد الحيوانات المفترسة التي تهدد القرى والثروة الحيوانية التي كان يربيها البشر.
وتطور الأمر إلى أن أصبح رياضة للترفيه من قبل النبلاء والسادة، ومن ذلك رياضة الصيد في العصور الوسطى ومن ذلك الصيد بالكلاب والصقور وباستخدام القوس والنشاب.
وكانت هناك في القلاع والحصون خدم مختصون فقط بهذه الرياضة يعنون بالكلاب والصقور والعناية بأدوات الصيد، حيث كانت غرفة مقتنيات الصيد التي تحتوى على بنادق ومعدات الصيد والرؤوس المحنطة وتذكارات الحيوانات من أهم مزارات القصور ومن علامات النبل والثراء.
وليس ذلك في أوروبا أو آسيا فقط ولكن كان ذلك النظام متبعاً في عصر المماليك، حيث كانت هناك ألقاب خاصة لهذه الوظائف.

## سياحة الصيد
كان هذا النوع من السياحة منتشراً في قارة إفريقيا حيث السافان الإفريقية بكل ما تحويه من حيوانات. إلى أن الحكومات تنبهت لذلك وبدأت في مطاردة الصيادين وتعيين الحراس.
الصيد

## الصيد باستخدام الحيونات والطيور

### الصيد بالصقور
ينتشر هذا النوع من الصيد في قارة آسيا بشكل عام وفي الخليج كذلك، حيث يقوم الصقارون بتدريب فصائل معينة من الصقور منها الباز والشاهين على صيد الفرائس في الصحراء.

### الصيد باستخدام غراب البحر
يقوم صائدو الأسماك في بعض من مناطق العالم وفي أسيا على وجه التجديد بتدريب فصيلة من طيورالغاق على صيد الأسماك ويكون ذلك بربطها بخيوط لتنطلق غوصاً في الماء ثم تجذب للخارج وتستخرج الأسماك من أكياسها.

### الصيد بالكلاب
في هذا النوع من الصيد يتم تدريب فصائل معينة من كلاب الصيد ومنها الكلاب السلوقية على تتبع الفرائس وهي الثعالب والأرانب البرية بشكل خاص وتقسم عادة إلى مجموعتين كلاب التوقف وهي الكلاب التي لا تقوم بمطاردة الفريسة بل تقوم باكتشافها بواسطة حاسة شمها القوية وعندما تصل إلى أقرب ما يمكن منها تتوقف إلى أقرب ما يتمكن الصائدون من إتخاذ الوضع الملائم لإطلاق قذائفهم كما أنها تقوم بإحضار الطريدة المصابة أما المجموعة الثانية فهي الكلاب العداءة فإنها تتبع الطريدة بعد أن تقوم بإجبارها على الخروج من جحورها.

## الصيد الجائر
أدى الصيد الجائر إلى أنقراض العديد من الفصائل من الحيوانات على مستوى العالم واختفائها من مواطنها الأساسية مما دفع الحكومات وجماعات البيئة والرفق بالحيوان إلى المناداة بإنشاء المحميات ومنها على سبيل المثال لا الحصر محمية المها العربي

### حكمه في الإسلام
قال تعالى في كتابه العزيز: بسم الله الرحمن الرحيم(أُحِلَّ لَكُمْ صَيْدُ الْبَحْرِ وَطَعَامُهُ مَتَاعًا لَّكُمْ وَلِلسَّيَّارَةِ وَحُرِّمَ عَلَيْكُمْ صَيْدُ الْبَرِّ مَا دُمْتُمْ حُرُمًا) أي حرِّم على المسلم صيد البر (الحيوانات البرية) أثناء الإحرام في الحج أو العمرة فقط لكن الصيد حلال في باقي الأوقات وفقَ الشروط الشرعية.
والأبتلاء هو الأختبار حيث ان الأنسان، وبعد ما طاله من تقدم وأستعمال التقنيات اوالأجهزة الحديثة، أصبح مسيطراً على الطبيعة وسبباً مباشراً في تدميرها. وباستخدام الصيد يمكن للأنسان أن يفني كل ما يرغب من المخلوقات. لهذا، كان الصيد بمثابة أختبار للأنسان وامتحـان لقابليته على السيطرة على نفسه الأمارة بالسوء وكيفية تعاملة مع تلك المخلوقات الضعيفة. أذاً فالجانب الديني والأخلاقي والأنساني يحتم على الأنسان أحترام الطبيعة وعدم تدميرها.
والصيد مباح ما عدا صيد الحرم مادام المقصود به التذكية فان كان لمقصد اللعب فأنه حرام
لقول النبي محمد صلى الله عليه وسلم:
(من قتل عصفورا عبثا عج إلى الله يوم القيامة يقول: يا رب إن فلانا قتلني عبثا ولم يقتلني منفعة)...